# 6909 Levison
A 6909 Levison (ideiglenes jelöléssel 1991 BY2) egy marsközeli kisbolygó. Carolyn Shoemaker,  Eugene Merle Shoemaker fedezte fel 1991. január 19-én.